# Helictopleurus semimetallicus
Helictopleurus semimetallicus är en skalbaggsart som beskrevs av Leon Fairmaire 1888. Helictopleurus semimetallicus ingår i släktet Helictopleurus och familjen bladhorningar. Inga underarter finns listade i Catalogue of Life.